# Renata Nielsen
Renata Pytełewska-Nielsen, danska atletinja, * 18. maj 1966, Otwock, Poljska.
Nastopila je na poletnih olimpijskih igrah v letih 1992 in 1996, leta 1992 je dosegla enajsto mesto v skoku v daljino. Na svetovnih prvenstvih je osvojila bronasto medaljo leta 1993, na evropskih dvoranskih prvenstvih pa naslov prvakinje leta 1996.